# Lännäs
Lännäs är kyrkbyn i Lännäs socken i Örebro kommun i Närke.
Orten ligger söder om Hjälmaren och väster om Hampetorp. Här ligger Lännäs kyrka.

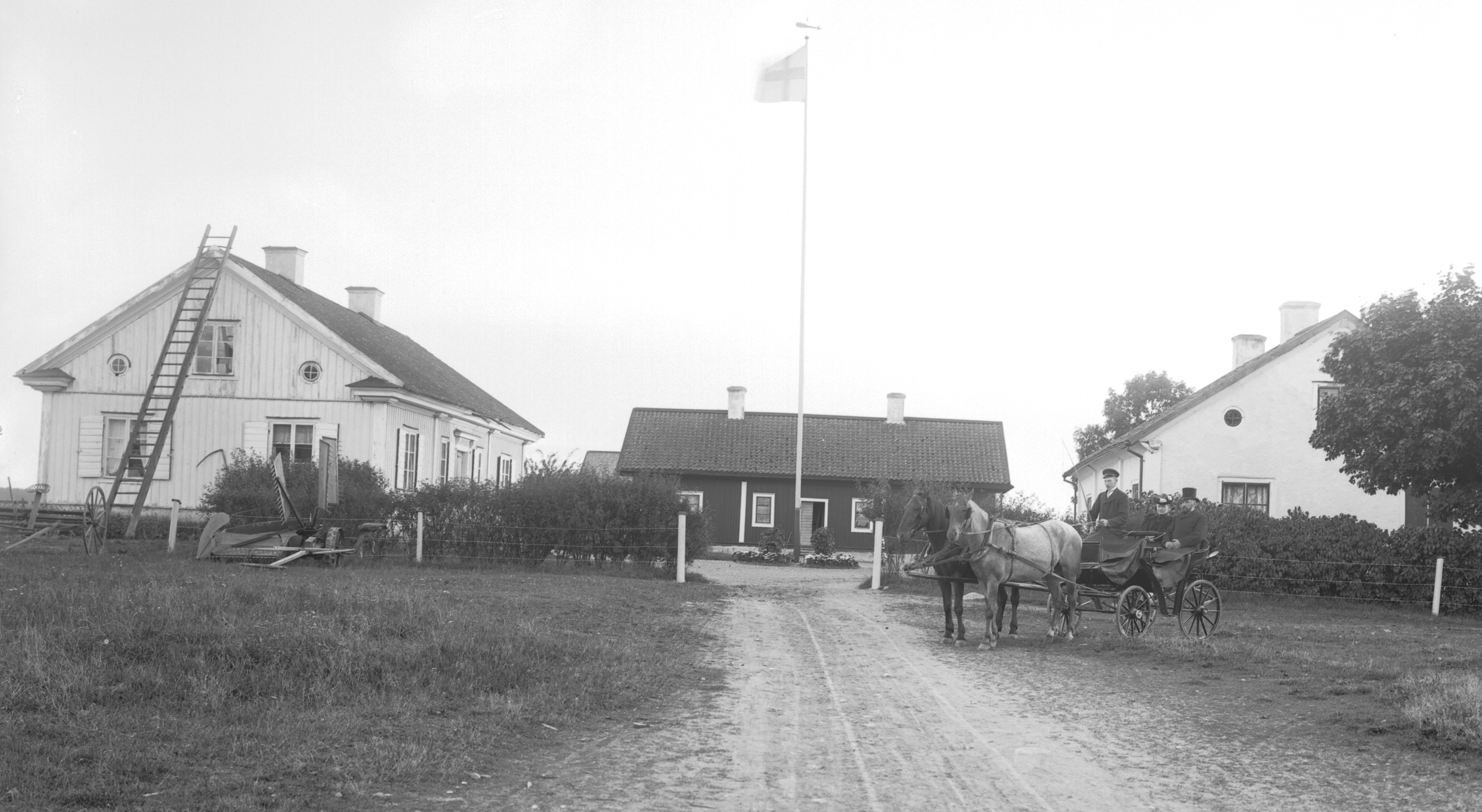
Lännäs gästgiveri och tingshus 1906